# Neptunusgrot
De Neptunusgrot of Neptunusgrotten ("L'Adugeoir") is een grot in het Belgische Petigny. De rivier Eau Noire heeft een ondergronds traject uitgesleten. De grotten zijn te bezichtigen met een boottocht. Een van de belangrijkste attracties is de ondergrondse Neptunuswaterval.
Aan het eind van de 19e eeuw werden de Neptunusgrotten ontdekt. Door de inwoners van het dorp werd de grot altijd al "Grotte de l'Adugeoir" genoemd: "grot van het verdwijngat".